# Opius madatus
Opius madatus är en stekelart som beskrevs av Fischer 1979. Opius madatus ingår i släktet Opius och familjen bracksteklar. Inga underarter finns listade i Catalogue of Life.